# SERPINB1
SERPINB1‏ (Serpin family B member 1) هوَ بروتين يُشَفر بواسطة جين SERPINB1 في الإنسان.
إنه عضو في مجموعة السربينات B أو السربينات ov-serpins (السربينات المرتبطة بألبومين البيض) التي أسسها ألبومين البيض.
MNEI (مثبط إيلاستاز الخلايا الوحيدة/العدلات) هو نظير الفأر لـ SerpinB1 البشري.

## الوظيفة
سيربين بي 1 (SerpinB1) هو مثبط سيتوبلازمي لإنزيم سيرين بروتياز للعدلات متعددة الأشكال. من بين إنزيمات سيرين بروتياز أخرى، يثبط هذا الإنزيم تحديدًا إيلاستاز العدلات، وPR3، وكاثيبسين جي، وجميعها موجودة في حبيبات العدلات، وذلك من خلال آلية تثبيط انتحاري. وُجد أن سيربين بي 1 يقلل من تلف الأنسجة الناتج عن هذه الإنزيمات أثناء الالتهاب، وله دور في استتباب العدلات لدى الفئران. في نماذج عدوى مختلفة (مثل الالتهاب الرئوي)، ثبت وجود علاقة بين غياب سيربين بي 1 وقلة التصفية الميكروبية. تُستخدم سلالات مختلفة من الجين المعطل كنموذج لدراسة دور سيربين بي 1 في الجسم الحي.